# 若きサムライのための精神講話
『若きサムライのための精神講話』（わかきサムライのためのせいしんこうわ）は、三島由紀夫の評論・随筆。初稿の旧仮名遣いでは『若きサムラヒ…』となる。
昭和元禄と呼ばれた昭和40年代前半、学生運動（全共闘運動）が最高潮に達し、従来の日本的価値観が崩壊してゆく時代に、武士の男として非常時に備えるべく日常生活においての心構えなどを、芸術、政治、時事など社会の様々な角度から説いた書。三島が作家として書斎の思索者のみならず、自ら世の動乱に赴くことを急務とみなし「楯の会」を軸とした活動を行っていた中、「動中の静」ともいうべき平常心の姿勢で、若い男性読者に向けに「サムライ」の生き方の規範と指針を示した時事エッセイである。

## 発表経過
1968年（昭和43年）、雑誌『Pocket パンチ Oh!』6月創刊号から翌年1969年（昭和44年）5月号に連載された。初版単行本は1969年（昭和44年）7月10日に『若きサムラヒのために』の題名で、日本教文社より刊行された。同書には他2編の評論と3話の対談が収録され、平成初頭まで多数重版された。なお、連載時と単行本の章の順配列は異なっている。文庫版は1996年11月10日に文春文庫より刊行された。
翻訳版は、イタリア語（伊題：Lezioni spirituali per giovani samurai）で行われている。

## 内容
「1.勇者とは」、「2.作法とは」、「3.信義について」、｢4.努力について｣、｢5.羞恥心について｣、｢7.服装について｣、｢8.長幼の序について｣、｢9.快楽について｣、｢10.肉体について｣、｢11.文弱の徒について｣、「12.若きサムラヒのために」の12項目に分かれ、具体的な場面を例に挙げながら、日本男児として、また、人間としての美しい生き方についての考察が語られている。
なお、刊行の際の「あとがき」で、三島は精神の存在証明について次のように語っている。

## 作品評価・研究
『若きサムラヒのための精神講話』について巖谷大四は、「惰弱な、イージーな人間社会」への「スマートな警世の書」と評し、筑波常治は、「日本人一般があしき意味の女性的感覚に毒されている」ことへの「男性的習俗の復権を説いたもの」と見ている。
高橋博史は、三島が討とうとしているのは、平和が続く中で社会が「平準化」し社会的規範が弱体化していくことだとし、その三島の主張の背後には、〈人間性の底には救ひがたい悪がひそんで〉おり、〈人間の自然の姿〉が〈動物〉に他ならないという認識があり、社会的規範の弱体化は、恋愛を始めとした美や快楽の空洞化を招くため、けじめや節度の復権が説かれていると解説している。
しかし社会的階級や規範の存在のみでは、〈生の輝き〉は保証できず、死との接触により初めて〈生のかたさ、強さ〉が発見され、〈激しい純粋な行為〉こそが、人間のおぞましさを〈乗り越える〉ものだと三島が物語っていると高橋は説明しながら、『若きサムラヒのための精神講話』には、「望ましい社会の具体像に関わるレベルと、人間の存在そのものに関わるレベルとの、次元に異なる二つの議論が含まれている」とし、その二つが三島の中で、どのように区別され、結びついているかを検討する必要があると考察している。

## おもな収録刊行本

### 単行本
- 『若きサムラヒのために』（日本教文社、1969年7月10日） NCID BN09273198
  - カバー写真撮影：深瀬昌久。紙装。フランス装。218頁
  - 付録：三島由紀夫「あとがき」
  - 収録作品：
    - 「若きサムラヒのための精神講話」「お茶漬ナショナリズム」「東大を動物園にしろ」[注釈 3]
    - 猪木正道との対談「安保問題をどう考えたらよいか」、福田赳夫との対談「負けるが勝ち」、福田恆存との対談「文武両道と死の哲学」
- 文庫版『若きサムライのために』（文春文庫、1996年11月10日） 
  - 装幀：菊地信義。カバー装画：横山明。紙装。
  - 付録：三島由紀夫「あとがき」。解説：福田和也
  - 収録作品：日本教文社刊行の原本と同一内容。
- 『新恋愛講座――三島由紀夫のエッセイ2』（ちくま文庫、1995年5月24日） 
  - 装幀：安野光雅。カバー装画：山本容子。カバーデザイン：渡辺和雄
  - 付録・解説：田中美代子「混迷の中で」
  - 収録作品：「新恋愛講座」「おわりの美学」「若きサムライのための精神講話」
- 『日本人養成講座』（メタローグ・パサージュ叢書、1999年10月8日。平凡社、2012年5月）
  - 装幀・造本設計：巌谷純介。カバー装画・ロゴマーク：多田順。紙装。
  - 口絵写真1頁1葉（市ヶ谷・自衛隊での三島。提供：毎日新聞）
  - 編者・年譜作成：高丘卓
  - 付録：村松英子「巻末エッセイ」。「三島由紀夫略年譜」。初出・所収一覧
  - 解説：高丘卓「三島由紀夫のパサージュ」
  - 収録作品：
    - ［I. ニホン人のための日本入門］として、「アメリカ人の日本神話」「お茶漬ナショナリズム」
    - ［II. 日本語練習講座］として、「文章読本（抄）」
    - ［III. サムライの心得］として、「小説家の休暇（断片）」「若きサムライのための精神講話（抄）」
    - ［IV. エロスと政治について］として、「心中論」「二・二六事件と私」
    - ［V. おわり方の美学］として、「団蔵・芸道・再軍備」「私の中のヒロシマ――原爆の日によせて」「愛国心」「新知識人論」「私の中の二十五年」
- 『終わり方の美学――戦後ニッポン論考集』（徳間文庫カレッジ、2015年10月15日）
  - 編者・年譜作成：高丘卓
  - カバーデザイン：風デザイン室。写真撮影：篠山紀信
  - 解説：高丘卓「『人間喜劇』エピソード」
  - 付録：「三島由紀夫略年譜」
  - 収録作品：
    - ［I. ニホン人のための日本入門］として、「アメリカ人の日本神話」「お茶漬ナショナリズム」
    - ［II. 日本語練習講座］として、「文章読本――附 質疑応答」
    - ［III. サムライの心得］として、「小説家の休暇（断片）」「若きサムライのための精神講話（抄）」
    - ［IV. エロスと政治について］として、「心中論」「二・二六事件と私」「性的変質から政治的変質へ――ヴィスコンティ『地獄に堕ちた勇者ども』をめぐって」
    - ［V. 死を夢見る肉体について］として、「現代の夢魔――『禁色』を踊る前衛舞踏団」「“殺意”の無上の興奮――『人斬り』田中新兵衛にふんして」「『総長賭博』と『飛車角と吉良常』のなかの鶴田浩二」「『憂国』の謎」「聖セバスチャンの殉教」
    - ［VI. 終わり方の美学］として、「団蔵・芸道・再軍備」「私の中のヒロシマ――原爆の日によせて」「愛国心」「新知識人論」「私の中の二十五年」

### 全集
- 『三島由紀夫全集33巻（評論IX）』（新潮社、1976年1月25日）
  - 装幀：杉山寧。四六判。背革紙継ぎ装。貼函。旧字・旧仮名遣い。
  - 月報：安部公房「反時代的な、あまりに反時代的な…」。《評伝・三島由紀夫33》佐伯彰一「三島由紀夫以前（その9）」。《三島由紀夫論8》田中美代子「失楽園者の楽園」。
  - 収録作品：昭和42年4月から昭和44年1月の評論101篇。
  - ※ 同一内容で豪華限定版（装幀：杉山寧。総革装。天金。緑革貼函。段ボール夫婦外函。A5変型版。本文2色刷）が1,000部あり。
- 『決定版 三島由紀夫全集35巻・評論10』（新潮社、2003年10月10日）
  - 装幀：新潮社装幀室。装画：柄澤齊。四六判。貼函。布クロス装。丸背。箔押し2色。旧仮名遣い。
  - 月報：E・G・サイデンステッカー「鮮明な人物像」。浅田次郎「複雑な父」。［思想の航海術10］田中美代子「矢は引き絞られて」
  - 収録作品：［評論］昭和43年5月から昭和44年12月までの評論144篇。「文化防衛論」「若きサムラヒのための精神講話」「栄誉の絆でつなげ菊と刀」「私の自主防衛論」「篠山紀信論」「日本の歴史と文化と伝統に立つて」「東大を動物園にしろ」「自衛隊二分論」「日本文学小史」「行動学入門」「日本文化の深淵について」「日本とは何か」「『楯の会』のこと」ほか